# Gertrud Koch
Pour les articles homonymes, voir Koch.
Gertrud Koch (Mucki), née le 1er juin 1924 à Cologne et morte le 20 juin 2016, est une résistante allemande contre le nazisme. Elle fait partie du groupe de jeunes Pirates Edelweiss.

## Biographie
Gertrud Kühlemn est née le 1er juin 1924 à Cologne. Elle est la fille unique d'une mère pharmacienne d'origine française et d'un père chaudronnier. Celui-ci est aussi communiste et actif dans le mouvement ouvrier. Il est arrêté après l'arrivée au pouvoir des nazis et meurt dans le camp de concentration d'Esterwegen en 1942,,. 
Très vite Gertrud Koch doit gagner sa vie car sa famille traverse de grandes difficultés financières. Quand sa mère perd son travail elles doivent aussi quitter leur logement. Elle fait une formation en apprentissage dans un jardin d'enfants mais n'est pas autorisée à se présenter à l'examen, en raison du contexte politique familial. 
Elle est membre des Jeunes pionniers rouges (de) avant que les mouvements de jeunes ne soient soumis au régime nazi. Elle refuse de rejoindre le Bund Deutscher Mädel, la branche féminine des Jeunesses hitlériennes. Quand les Jeunes pionniers rouges sont interdits, elle fonde, avec des amis de Cologne et de Düsseldorf, un groupe de jeunes informel proche des Pirates Edelweiss. D'autres groupes de pirates Edelweiss se forment à cette époque à Cologne, parmi lesquels le groupe Navajos et le Groupe d'Ehrenfeld, autour de Hans Steinbruck, mènent des actions militantes contre le régime nazi. 
Le groupe autour de Gertrud Koch se consacre initialement à la randonnée et la musique mais se politise progressivement. Elle prend le nom de code “Mucki“. Elle prépare et diffuse des tracts et écrit des slogans sur les murs des maisons et les wagons de chemin de fer.  

« Enfin en finir avec la horde brune ! Nous périssons dans cette misère. Ce monde n'est plus notre monde. »

Leur action la plus spectaculaire est de lancer une « pluie » de tracts depuis le dôme de la gare principale de Cologne. En conséquence, des membres du groupe sont arrêtés et emmenés dans la prison de la Gestapo à Cologne, la EL-DE-Haus. Gertrud Koch est arrêtée et emprisonnée à Brauweiler. D'autres membres du groupe sont envoyés au front dans des unités disciplinaires. Elle est torturée et frappée par des responsables de la Gestapo, parmi lesquels, Josef Hoegen (de), connu pour sa brutalité. Elle est placée à l'isolement pendant deux mois.  Elle est libérée en mai 1943.
Gertrud Koch fuit alors Cologne avec sa mère et travaille dans une ferme au sud de l'Allemagne pendant deux ans jusqu'à la fin de la guerre.

### L'après-guerre
Après la Seconde Guerre mondiale, Gertrud Koch revient à Cologne. 
Elle raconte son histoire publiquement pour la première fois en 2000 lors d'une exposition à la EL-DE Haus où elle a été emprisonnée. Elle publie ses mémoires en 2006 : Edelweiss : meine Jugend als Widerstandskämpferin.
En 2005, elle cofonde le festival Edelweißpiraten de Cologne, qui depuis lors commémore chaque année en musique la jeunesse qui a résisté au nazisme et défend les valeurs de paix, tolérance et respect mutuel. 

Gertrud Koch meurt le 20 juin 2016 à l'âge de 92 ans. Selon sa volonté, son urne est enterrée anonymement dans le cimetière de l'ouest à Cologne,  sous de grands arbres, près de son mari, sans pierre tombale. « Souviens-toi de moi quand tu chantes et que tu es heureuse - pas quand tu te déplaces vers une tombe. ». Avec elle disparaît la dernière membre connue des Pirates Edelweiss.

« À ce jour, "Mucki" peut encore être considérée comme un exemple impressionnant de courage civil et de courage. Même dans les moments les plus sombres de la guerre et de la dictature, elle a défendu ses propres valeurs, pour l'humanité et la liberté. Et elle considérait le chant au festival comme une puissante expression de coexistence pacifique et de tolérance.
Chantons et célébrons ensemble encore cette année, dans l'esprit de "Mucki" ! »

— Henriette Reker, bourgmestre de Cologne

## Hommages
Les hommages aux résistants du groupe Pirates Edelweiss sont venus tard. Jusque dans les années 1990, ils sont diffamés, traités de terroristes et déniés du droit de se qualifier de "combattants de la résistance". Gertrud Koch déclare : « Nous étions issus de la classe ouvrière, c'est la raison principale pour laquelle nous n'avons été reconnus que maintenant… Après la guerre, il n'y avait pas de juges en Allemagne, donc les anciens juges nazis ont été utilisés et ils ont soutenu la criminalisation de ce que nous faisions et de qui nous étions. »  .
En mai 2007, l'Association régionale de Rhénanie (de) décerne le Rheinlandtaler (de) à Gertrud Koch, Jean Jülich et Peter Schäfer, trois pirates d'Edelweiss, pour leur combat contre l'oubli. Tous trois témoignent, en particulier dans les écoles et lors du festival, des horreurs du nazisme.
- En 2008, Gertrud Koch reçoit le "buste Heine" avec les pirates Edelweiß de Cologne Jean Jülich, Wolfgang Schwarz et Fritz Theilen Ce prix est décerné par le cercle Heinrich Heine" de Düsseldorf.
- En avril 2011, Gertrud Koch et quatre autres membres survivants des groupes de résistance de Cologne (Hans Fricke, Peter Schäfer, Wolfgang Schwarz et Fritz Theilen (84) sont décorés de la Croix fédérale du mérite avec ruban[8].
- Une école de Cologne porte son nom[2].

## Publications
- (de) Gertrud Koch, Regina Carstensen, Edelweiß. Meine Jugend als Widerstandskämpferin, Rowohlt, 2006 (ISBN 978-3-499-62093-5)